# Archidiocèse d'Udine
L' archidiocèse d'Udine (en latin : Archidiœcesis Utinensis ; en italien : Arcidiocesi di Udine) est un archidiocèse de l'Église catholique d'Italie.

## Territoire
Il est situé dans la province d'Udine sauf 11 municipalités appartenant historiquement au comté de Goritz et qui sont englobées dans l'archidiocèse de Gorizia. Son territoire s'étend sur 4500 km2 avec 379 paroisses regroupées en 24 archidiaconés. Il fait partie de la région ecclésiastique de Triveneto et ne possède pas de diocèse suffragant.
Le siège épiscopal est dans la ville d'Udine où se trouve la cathédrale de Santa Maria Annunziata. L'archidiocèse possède deux basiliques mineures : le sanctuaire Notre-Dame-de-Grâce d'Udine (it) où les fidèles vénèrent une icône de la Vierge considérée comme miraculeuse et le dôme de Cividale del Friuli. Toujours dans la ville de Cividale del Friuli, on peut visiter le Tempietto longobardo, témoin de l'architecture lombarde, inscrit sur la liste du patrimoine mondial depuis juin 2011.

## Histoire
L'archevêché est érigé le 6 juillet 1751 par la bulle pontificale Iniuncta nobis du pape Benoît XIV pour ratifier l'accord entre l'archiduché d'Autriche et la république de Venise prévoyant la suppression du patriarcat d'Aquilée et sa division en deux nouvelles circonscriptions ecclésiastique : l'archidiocèse d'Udine qui reçoit sous sa juridiction les terres sous domination de la Sérénissime ; et l'archidiocèse de Gorizia avec son territoire sous domination des Habsbourg.
Par la bulle Suprema du 19 janvier 1753, le pontife définit les matières annexes, y compris les diocèses suffragants du nouveau siège métropolitain, soit tous ceux de l'ancien patriarcat situé en territoire vénitien : Padoue, Vicence, Vérone, Trévise, Ceneda, Belluno, Feltre, Concordia, Capodistria (maintenant en Slovénie), Emonia, Parenzo et Pola (maintenant en Croatie).
Le patriarche d'Aquilée, Daniele Dolfin, est nommé 1er archevêque mais garde le titre de patriarche jusqu'à sa mort. Le 1er mai 1818 par la bulle De salute Dominici gregis du pape Pie VII, Udine devient un simple évêché soumis au patriarcat de Venise.
À la suite des sollicitations du cardinal Fabio Maria Asquini, le pape Pie IX élève à nouveau le diocèse au rang de siège métropolitain sans suffragant par la bulle Ex catholicae unitatis du 14 mars 1847.

## Sources
- (en) Catholic-Hierarchy

- (it) Cet article est partiellement ou en totalité issu de l’article de Wikipédia en italien intitulé « Arcidiocesi di Udine » (voir la liste des auteurs).

### Articles liés
- Liste des diocèses et archidiocèses d'Italie
- Église catholique en Italie